# دهستان تل بزان
دهستان تل بزان'یا توبزون  دهستانی در بخش  گلگیر شهرستان مسجدسلیمان، استان خوزستان در ایران است. بر اساس سرشماری مرکز آمار ایران در سال ۱۳۹۵ جمعیت این دهستان بالغ بر ۲۴۸۵ نفر (۶۵۶ خانوار) و ۴۶ روستا بوده‌است. دهستان تل‌بزان در فاصله ۱۵ کیلومتری از مسجدسلیمان قرار دارد و با وسعتی حدود ۸۰ کیلومتر مربع، در ۲۰۰ متری بالاتر از سطح دریا قرار گرفته‌است. زمین های این منطقه دارای پستی و بلندی زیادی است. این دهستان شامل بخش‌تاچکر و جریک است.ساکنین آنها از طایفه شهنی  ایل بختیاری می‌باشند. در این منطقه درختان بادام تلخ کنار و بنه به صورت وحشی به وفور یافت می‌شود.

## مشخصات منطقه
این منطقه از روستاهای بالا دست مسجد سلیمان به‌شمار می‌آید و به همین دلیل دمای آن با مرکز شهر با وجود نزدیکی، اختلاف زیادی دارد و زیستگاه شماری از حیوانات وحشی می‌باشد این منطقه دارای منابع نفتی متعددی است که به سبب آن استخراج نفت و پتروشیمی به واسطه شرکت‌های سرمایه‌گذار چینی در آن منطقه فعالیت دارند. وازروستاهای آن می‌توان علی آباد ، قنبرآباد( تل بزان) اشاره کرد

## گردشگری و روستاهای آن
بقایای اولین فرودگاه هواپیماهای سبک در منطقه‌ای با نام «جابالون» وجود دارد. این فرودگاه صحرایی توسط انگلیسی‌ها برای دسترسی سریع به چاه‌های نفت ساخته شد. فرودگاه اصلی مسجدسلیمان در فاصله ۲۵ کیلومتری این منطقه قرار دارد. حفاری‌های باستان‌شناسی در این منطقه در سالهای دهه چهل شمسی، به یافتن غارهای زیر زمینی باستانی و کوزه‌های قدیمی منجر شد. برخی از اشیا باستانی یافت شده در موزه ملی نگهداری می‌شوند.دهستان تل بزان
‌به مركزيت روستاي رضاآباد مشتمل بر روستاها و مزارع و مكانهاي به شرح زير:
1 ـ آب حمام، 2 ـ آسياب شكسته، 3 ـ آب نرگسي، 4 ـ آب اناري، 5 ـ آب اناري كهزاد، 6 ـ آبيدشت، 7 ـ آب باريك، 8 ـ انبار كاه، 9 ـ احمدآباد، 10 -‌اكبرآباد، 11 ـ اميرآباد، 12 ـ اكبرآباد لارم، 13 ـ باغ عبدشاه، 14 ـ بهرام‌آباد، 15 ـ برد سوراخ، 16 ـ پير كنارك، 17 ـ پاكج گدار، 18 ـ تنگ موسادات، 19 -‌تختگان، 20 ـ چشمه ايناق، 21 ـ چوب سرخ، 22 ـ چوب سرخ حافظ، 23 ـ خليل‌آباد، 24 ـ خواجه آباد بي‌بي‌يان، 25 ـ دشت چارپاره، 26 ـ دلي اولاد‌محمد حسين، 27 ـ دليل آب اناري، 28 ـ دلي كلخنگك، 29 ـ دره گاوميشي، 30 ـ رضاآباد، 31 ـ سه بردان، 32 ـ سرزندان، 33 ـ سراله ملموليها، 34 -‌سرآب نرگسي، 35 ـ شركت شهني، 36 ـ شيرزاد، 37 ـ صفي‌خاني، 38 ـ صفرآباد، 39 ـ عوض‌آباد، 40 ـ عزيزآباد، 41 ـ علي‌آباد، 42 ـ قنبرآباد، 43 ـ قصر‌دالو، 44 ـ قاضي‌آباد، 45 ـ كول‌بزاندو، 46 ـ كت بردلان، 47 ـ كول‌بزان سه، 48 ـ كوثره، 49 ـ كول بزان يك، 50 ـ كريم‌آباد، 51 ـ كوت موري، 52 -‌گدارلندر، 53 ـ گوري، 54 ـ ميدان طياره، 55 ـ منصورآباد، 56 ـ نصير، 57 ـ نرگسي، 58 ـ نرگسي تمپور، 59 ـ نورآباد، 60 ـ نمره‌ده، 61 ـ واحد جذب آب،62 ـ هزار مشكي، 63 ـ سچكان عليا، 64 ـ سچكان سفلي، 65 ـ تلقوچان، 66 ـ سبزآباد، 67 ـ گل شه، 68 ـ آب حمام، 69 ـ ريزلان، 70 ـ خليل‌آباد، 71ـ كله ياري، 72 ـ قاسم‌آباد، 73 ـ نرگسي، 74 ـ بيدآباد، 75 ـ چهارقاش، 76 ـ حبيب‌آباد، 77 ـ پس تخت سرلا، 78 ـ ده كهنيه دوبلوطان، 79 ـ دوبلوطان‌خدر سرخ، 80 ـ ده چال.